# Щегельский, Глеб Анатольевич
Глеб Анатольевич Щегельский (19 апреля 1969, Степногорск, Казахская ССР, СССР — 17 октября 2020, Нур-Султан, Казахстан) — казахстанский политический деятель, депутат Мажилиса Парламента Республики Казахстан (2012—2020).

## Биография
Глеб Анатольевич Щегельский Родился в 1969 году в городе Степногорске Целиноградской области.
Окончил Московский авиационный институт по специальности инженер-экономист.
С 1991 по 1993 годы — плавильщик, инженер Актюбинского завода ферросплавов.
С 1993 по 1995 годы — директор АФ СП «Ленто».
С 1995 по 2002 годы — директор ТОО «Казахстантрубопром», преобразованное в ЗАО «КТП».
С 2002 по 2004 годы — первый заместитель акима города Актобе.
С 2004 по 2006 годы — заместитель директора ТОО «Рика ТВ».
С 2006 по 2010 годы — директор ТОО «КТП».
С 2010 по 2012 годы — директор Актюбинского департамента по техническому регулированию и метрологии Министерства индустрии и торговли Казахстана.
С 18 января 2012 по 20 января 2016 годы — депутат Мажилиса Парламента Республики Казахстан V созыва по партийному списку партии «Нур Отан», член Комитета по финансам и бюджету Мажилиса Парламента Республики Казахстан.
С 24 марта 2016 года — депутат Мажилиса Парламента Республики Казахстан VІ созыва от партии «Нур Отан», председатель Комитета по вопросам экологии и природопользованию Мажилиса Парламента Республики Казахстан.
17 октября 2020 года Глеб Щегельский скончался от сердечного приступа.

## Награды
- 2001 (10 декабря) — Орден Курмет[4]
- 2008 — Медаль «10 лет Астане»
- 2010 (14 октября) — Звания «Почётный гражданин города Актобе»[5]
- 2011 — Медаль «20 лет независимости Республики Казахстан»
- 2015 — Медаль «20 лет Конституции Республики Казахстан»
- 2016 — Медаль «25 лет независимости Республики Казахстан»[6]
- 2016 (24 ноября) — Медаль «За укрепление парламентского сотрудничества» (Межпарламентская ассамблея СНГ) — за особый вклад в развитие парламентаризма, укрепление демократии, обеспечение прав и свобод граждан в государствах — участниках Содружества Независимых Государств[7][8]
- 2017 (27 марта) — Медаль «МПА СНГ. 25 лет» (Межпарламентская ассамблея СНГ) — за заслуги в деле развития и укрепления парламентаризма, за вклад в развитие и совершенствование правовых основ функционирования Содружества Независимых Государств, укрепление международных связей и межпарламентского сотрудничества[9]
- 2017 (13 октября) — Орден «Содружество» (Межпарламентская ассамблея СНГ) — за активное участие в деятельности Межпарламентской Ассамблеи и её органов, вклад в укрепление дружбы между народами государств — участников Содружества Независимых Государств[10]
- 2018 — Медаль «20 лет Астане»
- 2019 (29 ноября) — Орден Парасат — за заслуги в государственной и общественной деятельности, значительный вклад в социально-экономическое и культурное развитие страны, укрепление дружбы и сотрудничества между народами.[11][12]
- 2020 — Медаль «25 лет Конституции Республики Казахстан»